# Ехінопсис
Ехінопсис (Echinopsis)  — рід кактусів.

## Етимологія
Назва роду походить від грец. έχίνος (эхінус) — їжак та грец. όψις (опсис) — подібний.

## Історія
Рід був описаний в 1837 році Джозефом Зуккаріні. На початку 20 століття Натаніель Лорд Бріттон і Джозеф Нельсон Роуз включали в цей рід 28 видів кактусів, що зустрічаються в долинах і передгір'ях Анд, на півночі Болівії, в Парагваї, Уругваї, на півдні Бразилії і Аргентини. Пізніше до роду ехінопсис були включені кактуси, що раніше належали до родів псевдолобівія, трихоцереус та деяких інших.

## Опис

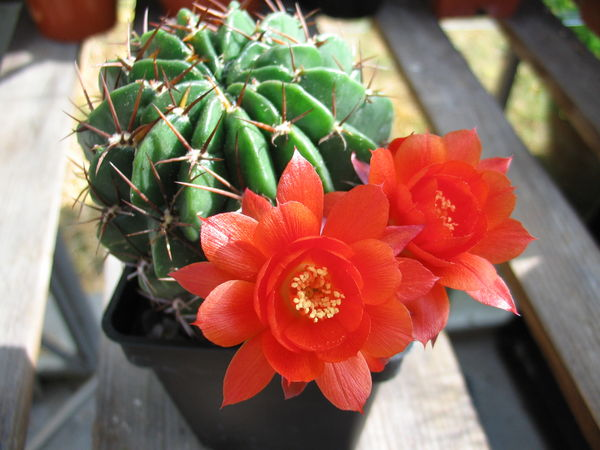
Echinopsis maximiliana

Невибагливі південноамериканські кактуси з кулястими або циліндричними, багатореберними стеблами. Рід численний, має багато видів і різновидів. Розповсюджений від Болівії до Чилі. На гострих ребрах у крупних ареолах бувають довгі й не дуже колючки, в залежності від ботанічного виду. Колючки шилоподібні, сіро-коричневого відтінку. У боковій частині стеблини у старих ареолах розвиваються великі воронкоподібні квіти, які розпускають свої пелюстки тільки увечері. Квіти білі, рожеві, широко відкриті, в більшості ароматні, з довгою, волохатою трубочкою до 20 см, діаметр квітки до 14 сантиметрів.

## Види

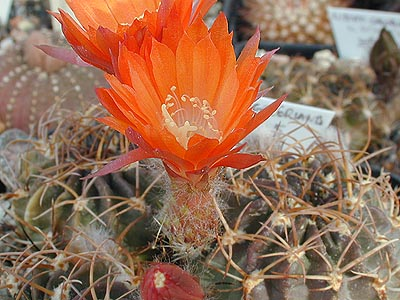
Echinopsis tegeleriana

Ехінопсис трубкоквітковий — Echinopsis tubiflora (Pfeiff.) Zucc. Батьківщіна — Аргентина. Гібриди цього виду — розповсюдженні кімнатні рослини. Стеблина темно-зелена, куляста, до 12 сантиметрів у діаметрі. Ребер звичайно до 12. У білих ареолах знаходяться 20 жовтувато-білих, шилоподібних колючок. Центральні колючки зовсім чорні, довжиною до 1,5 сантиметра. Цвітіння — травень — червень.
Ехінопсис чакоанський — Echinopsis chacoana Schutz. Батьківщіна — Парагвай. Красивий кулястий або короткоциліндричний кактус. На стеблині чітко видні 12—18 гострих, прямих ребер. У сірих рідких ареолах знаходяться 7—8 колючок, довжиною до 2 сантиметрів. Одна центральна колючка, довжиною до 7 сантиметрів, спрямована униз. Квіти — білі, плоди коричневі.
Echinopsis ancistrophora Speg. Батьківщіна — західна Аргентина (провінція Сальта) та південь Болівії. Стебло здавлено-кулястої форми, до 6 см в діаметрі. Ребер близько 20, прямих, горбистих. Колір епідермісу — темно-зелений, глянцевий. Денні квітки відрізняються різноманітністю забарвлення: яскраво-рожеві, червоні, білі, оранжуваті, лавандові. Розташовані на довгій (до 15 см) квітковій трубці.
Всього Едвард Андерсен у своїй фундаментальній монографії «The Cactus Family» (2001) налічує 129 видів та 16 таксонів нижчого рівня (див. Список видів роду ехінопсис).

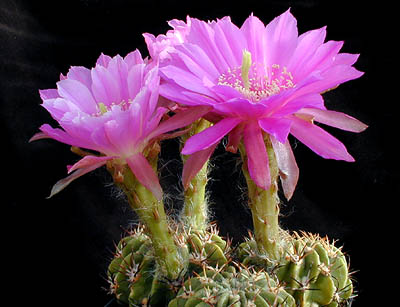
Echinopsis obrepanda

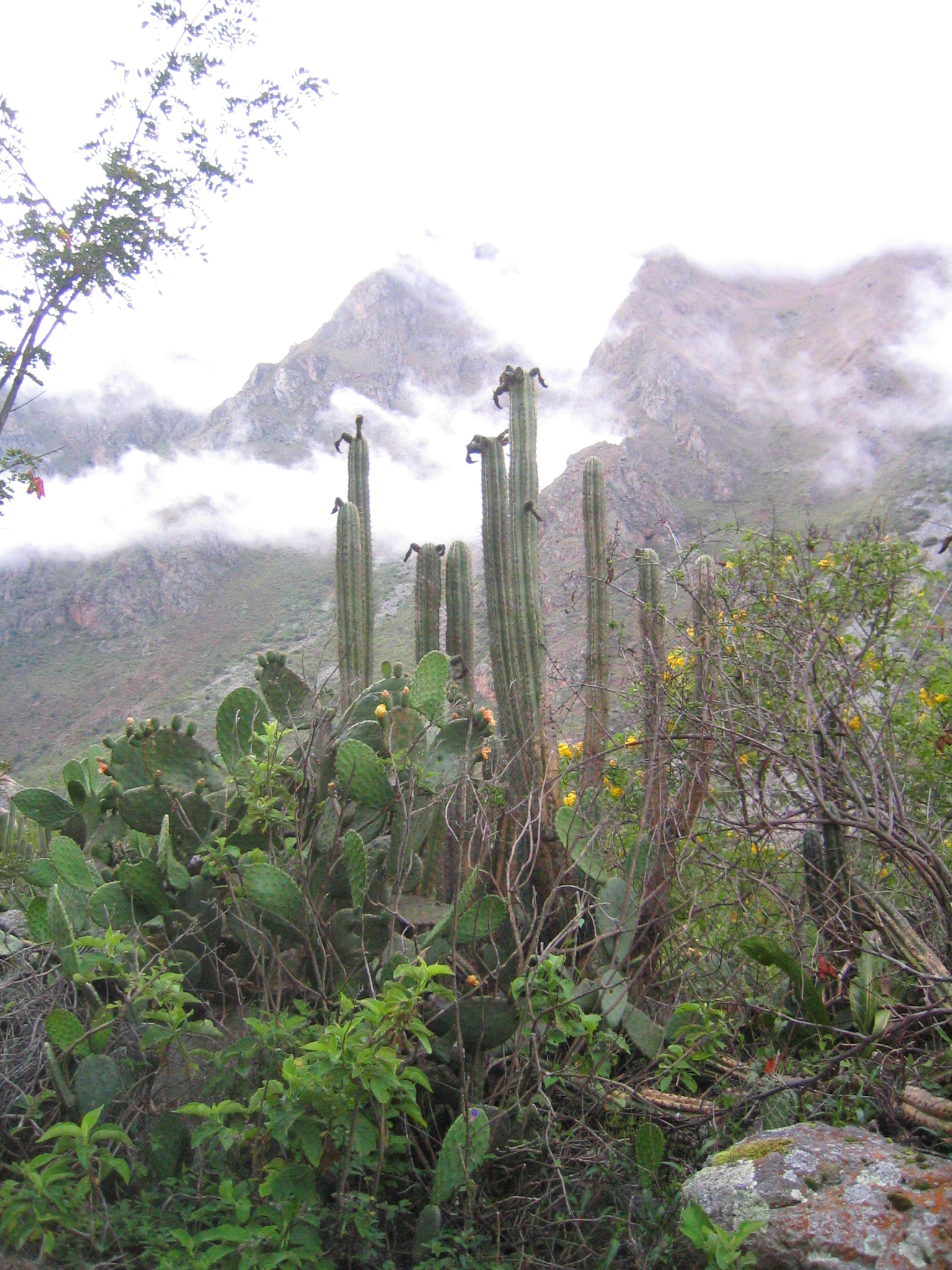
Кактуси Сан-Педро серед опунцій у Перу

## Культивування
Культивують при помірному сонячному світлі й поливі у період вегетації. Для рясного квітнення необхідно взимку утримувати при температурі повітря 8—12 градусів. Утворення великої кількості бокових паростків свідчить про надмірне зволоження. Землесуміш готують із листової та дернової землі, і суміші піску з гравієм (4 : 3: 3). Розмножуються насінням і боковими паростками. В теплу пору року бажано розміщувати на свіжому повітрі, але не під прямим сонячним промінням. Деякі види і їх гібриди застосовуються як підщепи.

## Ехінопсис у культурі індіанців
В горах Еквадора та Перу на висоті 1 500 — 2 700 м над рівнем моря росте Echinopsis pachanoi, який місцеві жителі називають «кактус Сан-Педро». Він містить мескалін так само як і лофофора Вільямса (Lophophora williamsii), тому має галюциногенні властивості. Уже понад 1 300 років триває ритуальне використання Echinopsis pachanoi індіанцями. Іспанці робили численні спроби викорінити культ цієї рослини, так само як і культ пейота у Мексиці. Тому він поступово став сумішшю доіспанських і католицьких вірувань. Звідки власне і походить назва Сан Педро кактус — кактус Святого Петра. Більшість християн вірять, що Святий Петро володіє ключами від неба. Ефект від вживання кактуса давав віру корінним жителям Перу у те, що він є ключем, який дозволяє володіти небесами уже в земному житті.
Окрім того, декілька інших південноамериканських кактусів з роду Ехінопсис також містять мескалін. Це такі як Echinopsis peruviana, Echinopsis cuzcoensis, Echinopsis deserticola, Echinopsis tacaquirensis, та Echinopsis uyupampensis.

## Охорона у природі
77 видів роду ехінопсис входять до Червоного списку Міжнародного Союзу Охорони Природи:
| - Echinopsis albispinosa — статус: «Уразливі види» - Echinopsis ancistrophora — статус: «Уразливі види» - Echinopsis angelesiae — статус: «Види під загрозою вимирання» - Echinopsis arachnacantha — статус: «Найменший ризик» - Echinopsis arboricola — статус: «Даних недостатньо» - Echinopsis atacamensis — статус: «Види, близькі до загрозливого стану» - Echinopsis aurea — статус: «Найменший ризик» - Echinopsis ayopayana — статус: «Види, близькі до загрозливого стану» - Echinopsis backebergii — статус: «Уразливі види» - Echinopsis bolligeriana — статус: «Види під загрозою вимирання» - Echinopsis breviflora — статус: «Найменший ризик» - Echinopsis bridgesii — статус: «Найменший ризик» - Echinopsis caineana — статус: «Види, близькі до загрозливого стану» - Echinopsis calochlora — статус: «Найменший ризик» - Echinopsis calorubra — статус: «Найменший ризик» - Echinopsis camarguensis — статус: «Найменший ризик» - Echinopsis candicans — статус: «Найменший ризик» - Echinopsis caulescens — статус: «Види під загрозою вимирання» - Echinopsis chamaecereus — статус: «Даних недостатньо» - Echinopsis chiloensis — статус: «Найменший ризик» - Echinopsis chrysantha — статус: «Уразливі види» - Echinopsis chrysochete — статус: «Найменший ризик» - Echinopsis cinnabarina — статус: «Найменший ризик» - Echinopsis clavata — статус: «Даних недостатньо» - Echinopsis coquimbana — статус: «Види під загрозою вимирання» - Echinopsis cuzcoensis — статус: «Найменший ризик» - Echinopsis densispina — статус: «Найменший ризик» - Echinopsis deserticola — статус: «Найменший ризик» - Echinopsis famatinensis — статус: «Уразливі види» - Echinopsis ferox — статус: «Найменший ризик» - Echinopsis formosa — статус: «Найменший ризик» - Echinopsis glauca — статус: «Даних недостатньо» - Echinopsis haematacantha — статус: «Найменший ризик» - Echinopsis hahniana — статус: «Даних недостатньо» - Echinopsis hertrichiana — статус: «Види під загрозою вимирання» - Echinopsis huascha — статус: «Найменший ризик» - Echinopsis jajoana — статус: «Найменший ризик» - Echinopsis lageniformis — статус: «Найменший ризик» - Echinopsis lateritia — статус: «Найменший ризик» | - Echinopsis leucantha — статус: «Найменший ризик» - Echinopsis mamillosa — статус: «Найменший ризик» - Echinopsis marsoneri — статус: «Найменший ризик» - Echinopsis maximiliana — статус: «Найменший ризик» - Echinopsis mirabilis — статус: «Найменший ризик» - Echinopsis obrepanda — статус: «Найменший ризик» - Echinopsis oligotricha — статус: «Види під загрозою вимирання» - Echinopsis oxygona — статус: «Найменший ризик» - Echinopsis pachanoi — статус: «Найменший ризик» - Echinopsis pampana — статус: «Види під загрозою вимирання» - Echinopsis pamparuizii — статус: «Найменший ризик» - Echinopsis pentlandii — статус: «Найменший ризик» - Echinopsis peruviana — статус: «Найменший ризик» - Echinopsis pugionacantha — статус: «Найменший ризик» - Echinopsis quadratiumbonata — статус: «Найменший ризик» - Echinopsis rhodotricha — статус: «Найменший ризик» - Echinopsis rojasii — статус: «Найменший ризик» - Echinopsis rowleyi — статус: «Найменший ризик» - Echinopsis saltensis — статус: «Найменший ризик» - Echinopsis schickendantzii — статус: «Найменший ризик» - Echinopsis schieliana — статус: «Найменший ризик» - Echinopsis spiniflora — статус: «Найменший ризик» - Echinopsis stilowiana — статус: «Найменший ризик» - Echinopsis strigosa — статус: «Найменший ризик» - Echinopsis tacaquirensis — статус: «Найменший ризик» - Echinopsis tarijensis — статус: «Найменший ризик» - Echinopsis tegeleriana — статус: «Найменший ризик» - Echinopsis terscheckii — статус: «Уразливі види» - Echinopsis thelegona — статус: «Уразливі види» - Echinopsis thelegonoides — статус: «Уразливі види» - Echinopsis thionantha — статус: «Найменший ризик» - Echinopsis tiegeliana — статус: «Найменший ризик» - Echinopsis tunariensis — статус: «Найменший ризик» - Echinopsis vasquezii — статус: «Види, близькі до загрозливого стану» - Echinopsis volliana — статус: «Найменший ризик» - Echinopsis walteri — статус: «Види на межі зникнення» - Echinopsis werdermanniana — статус: «Найменший ризик» - Echinopsis yuquina — статус: «Найменший ризик» |

## Джерела

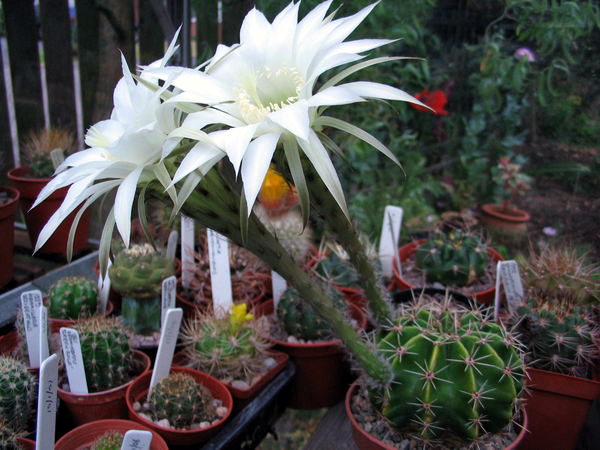
Echinopsis adolfofriedrichii
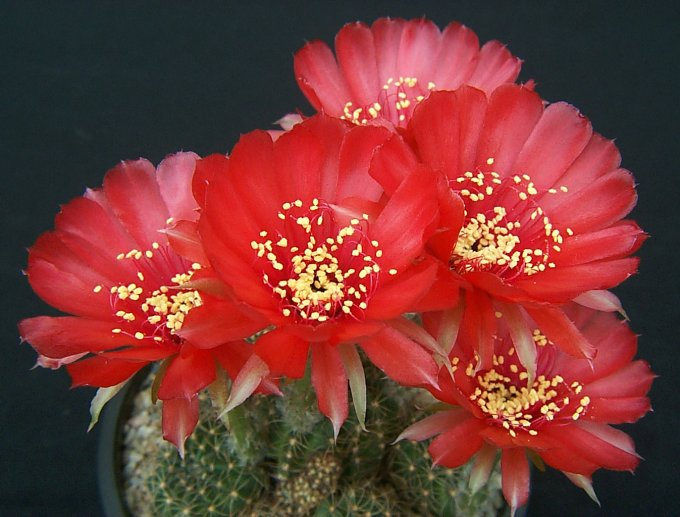
Echinopsis arachnacantha subsp. densiseta
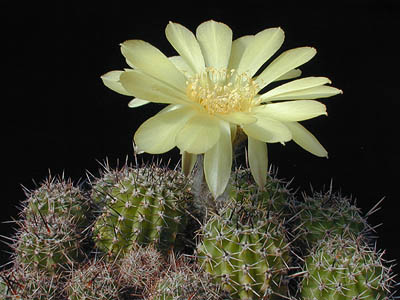
Echinopsis aurea
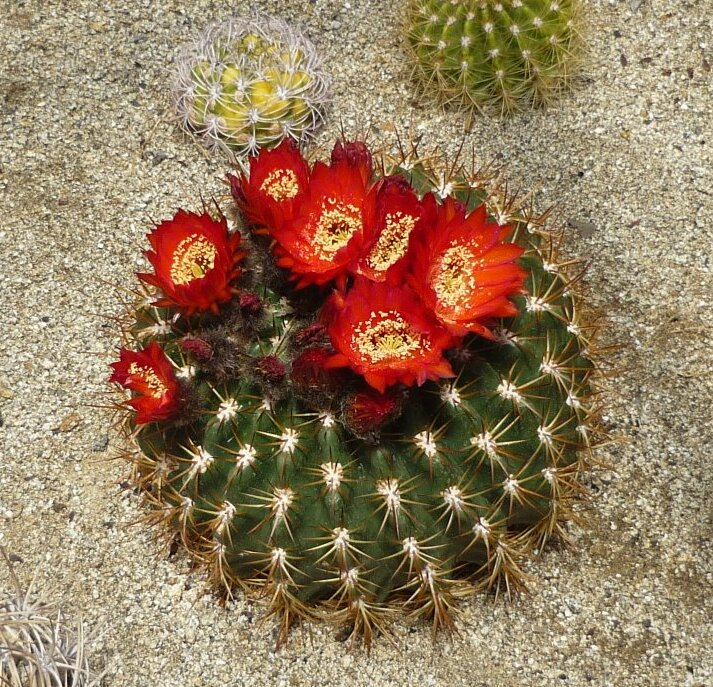
Echinopsis bruchii